# Doridicola turmalis
Doridicola turmalis är en kräftdjursart som först beskrevs av Humes 1982.  Doridicola turmalis ingår i släktet Doridicola och familjen Rhynchomolgidae. Inga underarter finns listade i Catalogue of Life.